# سیارک ۷۳۳۲
سیارک ۷۳۳۲ (به انگلیسی: 7332 Ponrepo، نامگذاری:1986XJ5) هفت هزار و سیصد و سی و دومین سیارک کشف شده‌است که در ۴ دسامبر ۱۹۸۶ کشف شد.
قدر مطلق سیارک برابر ۱۴٫۲۰ است.